# Yorckstraße (métro de Berlin)
Yorckstraße est une station du métro de Berlin. La station est sur la Ligne 7 en zone A.